# 正延正俊
正延 正俊（まさのぶ まさとし、1911年（明治44年） - 1995年（平成7年））は、日本の画家。具体美術協会の結成メンバーであり、抽象絵画を手がけた。

## 生涯
1911年（明治44年）、高知県高岡郡須崎町（現在の須崎市）に生まれる。1933年（昭和8年）、高知県師範学校（現在の高知大学教育学部）専攻科を卒業。
1935年（昭和10年）に東京に移り、また1940年代半ばに神戸市に移った。この間、高知県内、東京、神戸市内で小学校の図工教員として勤務し、1968年（昭和43年）まで教員生活を送った。
戦前期から具象的な絵画を制作し公募展に出品を行っていた。1948年（昭和23年）頃に神戸で吉原治良に出会い、師事するようになると、急速に抽象絵画に展開。「油絵の具やエナメル塗料で幾層にも塗り重ねられた地肌」の上に「おびただしい数の微細な筆触」を置く、あるいは「糸くずを丸めたような形態や手書きの線が画面全体を覆う」と表現される、独特の作風に達した。
1954年（昭和29年）に具体美術協会の結成メンバーとなる。以後、1972年（昭和47年）に具体美術協会が解散するまで、21回すべての具体美術展に出品した。前衛美術グループ「具体」はさまざまなパフォーマンスや素材・技法に挑んだが、初期会員のなかでも年長であった正延は、一貫して絵画作品を制作し続けた。
後年は西宮市に自宅とアトリエを構えていた。「具体」解散後は阪神間の個展や芦屋市展を発表の場とした。
1995年（平成7年）死去、84歳。 